# R. F. Starzl
Roman „Rome“ Frederick Starzl (geboren am 10. Dezember 1899 in Le Mars, Iowa; gestorben am 8. April 1976 ebenda) war ein amerikanischer Science-Fiction-Autor, Journalist und Zeitungsverleger.

## Leben
Die Familie Starzls stammte aus Deutschland. Er war der Sohn von John V. Starzl (1865–1932) und von Margaret Starzl, geborene Theisen. Sein Vater war ein lokaler Zeitungsverleger, zunächst Herausgeber des deutschsprachigen Der Herold, dann des Le Mars Globe Post. Starzl begann eine Ausbildung in der Druckerei seines Vaters. 1917 schloss er an der Le Mars High School ab. Er diente als Soldat im Ersten Weltkrieg, zuletzt im Rang eines Corporal. Danach studierte er ein Jahr an der Northwestern University, arbeitete drei Jahre lang in der Anzeigenabteilung der Chicago Tribune und wurde 1923 Mitarbeiter in der Zeitung seines Vaters. Im gleichen Jahr heiratete er Anna Laura Fitzgerald, aus dieser Ehe stammt der Chirurg Thomas E. Starzl.
1928 erschien eine erste Science-Fiction-Erzählung Out of the Sub-Universe in der Sommerausgabe des Amazing Stories Quarterly, die als Vorstoß in den Mikrokosmos auch ins Deutsche übersetzt wurde. Darin geht es um die Reise eines Mannes und einer Frau in die subatomare Welt, aus der nach einer halben Stunde irdischer Zeit hunderte von deren Nachkommen zurückkehren, da in der subatomaren Welt Millionen Jahre vergangen sind. Bis 1935 erschienen über zwei Dutzend weitere Kurzgeschichten in den Pulp-Magazinen der Epoche, neben Amazing Stories auch in Wonder Stories und Argosy. In einigen dieser Stories spielt die Interplanetary Flying Police eine Rolle, die in der Zukunft auf verschiedenen Planeten das Verbrechen bekämpft. Zu dieser Gruppe von Erzählungen gehören The Globoid Terror (1930) und The Power Satellite (1932).
Nachdem es ihm unter anderem durch seine Einkünfte als SF-Autor gelungen war, Teilhaber und schließlich Eigentümer der Familienzeitung zu werden, hörte Starzl auf, Geschichten zu schreiben, und wirkte fortan als Redakteur, Herausgeber und Kolumnist. Politisch vertrat er Positionen der Demokraten, war aber ein Gegner des New Deal, was sich auch in seiner Kolumne Between Deals ausdrückte.
1962 erlitt Starzl den ersten einer Reihe von Schlaganfällen. Er war nach dem Tod seiner ersten Frau 1947 seit 1948 in zweiter Ehe mit Rita Kenaly verheiratet, die fortan die Zeitung herausgab. 1964 wurde die Druckerei der Zeitung durch ein Feuer zerstört und die Starzls sahen sich gezwungen, die Firma an die Inhaber des Le Mars Daily Sentinel zu verkaufen. In den letzten 14 Lebensjahren war Starzl bettlägerig. Die letzten fünf Jahre verbrachte er in einem Pflegeheim. 1976 verstarb er im Alter von 76 Jahren. Er ist auf dem Calvary Cemetery in Le Mars bestattet.

## Bibliografie
Kurzgeschichten
- Out of the Sub-Universe (1928)
  - Deutsch: Vorstoß in den Mikrokosmos. In: Ronald M. Hahn, Wolfgang Jeschke (Hrsg.): Titan 17. Heyne Science Fiction & Fantasy #3847, 1981, ISBN 3-453-30776-3.
- The Eye of Prometheus (1930)
- Madness of the Dust (1930)
- The Planet of Dread (1930)
- The King of the Black Bowl (1930)
- The Red Germ of Courage (1930)
- Hornets of Space (1930)
- The Globoid Terror (1930)
- The Terrors of Aryl (1931)
- The Earthman's Burden (1931)
- The Man Who Changed the Future (1931)
- The Planet of Despair (1931)
- If the Sun Died (1931)
- A 20th Century Medusa (1931)
- In the Orbit of Saturn (1931)
- The Moon Drug (1931)
- The Metal Moon (1931, mit Everett C. Smith)
- Prison Planet (1932)
- The Martian Cabal (1932, mit Everett C. Smith)
- The Power Satellite (1932)
- The Venus Germ (1932, mit Festus Pragnell)
- The Radiant Enemies (1934)
- The Last Planet (1934)
- Dimension of the Conquered (1934)
- World Tube Murders (1935)